# Orhan Hacıyeva
Orhan Aydın Hacıyeva (Baku, 1º ottobre 1989) è un cestista azero con cittadinanza turca.